# Black Wings of Destiny
Albums de Dragonlord
Rapture
(2001)
Black Wings of Destiny est le second album studio du groupe de black metal symphonique americain Dragonlord. L'album est sorti le 25 octobre 2005 sous le label Escapi Music.
Le titre de l'album est une référence a un titre d'album du groupe de heavy metal anglais Judas Priest, qui est intitulé Sad Wings of Destiny.
Comme son prédécesseur, Rapture, la photo de la pochette de l'album Black Wings Of Destiny représente un dragon.
Cet album marque un tournant pour le groupe car les influences thrash metal des origines du groupe ont disparu, laissant la place à un album beaucoup plus black metal que son prédécesseur, Rapture. C'est également la première fois ou, dans les photos à l'intérieur de la pochette de l'album, les membres du groupe apparaissent en portant le Corpsepaint, montrant la revendication du groupe de composer dans le black metal.
Une vidéo a été tournée pour le titre Until The End, qui est un des titres les plus connus de cet album.

## Composition du groupe
- Eric Peterson - Chant, guitare
- Steve Smyth - Guitare
- Derrick Ramirez - Basse
- Lyle Livingston - Claviers
- Jon Allen - Batterie

## Liste des titres
1. The Becoming Of 1:18
2. The Curse of Woe 5:39
3. Revelations 5:52
4. Sins of Allegiance 6:48
5. Until the End 4:04
6. Mark of Damnation 5:12
7. Blood Voyeur 4:33
8. Fallen 4:36
9. Black Funeral 2:37 (reprise de Mercyful Fate)
10. Emerald 3:49 (reprise de Thin Lizzy)